# Saint-Gérard-Majella (L'Assomption)
Pour les articles homonymes, voir Saint-Gérard-Majella (homonymie).
Saint-Gérard-Majella est une ancienne paroisse canadienne de la province de Québec localisée dans la municipalité régionale de comté de L'Assomption. Elle est nommée en l'honneur de Gérard Majella, le saint patron de tous les aspects de la grossesse. Cette ancienne municipalité est aussi appelée Vaucluse. 
Après avoir perdu des parties de son territoire le 24 mai 2000 au profit de Crabtree et Saint-Paul, elle fusionne avec la ville de L'Assomption, le 1er juillet 2000.
Les habitants de ce secteur sont appelés les Majelliens et Majelliennes.

## Géographie
Ce village agricole est situé de part et d'autre de la rivière L'Assomption. Trois ruisseaux importants irriguent les terres argileuses et très fertiles de la paroisse: à l'ouest les ruisseaux Saint-Georges et Vacher; à l'est le ruisseau du Point-du-Jour.

## Éducation
À l'intérieur de ce village, on y retrouve une seule école. L'école Gareau, une école primaire.

## Démographie
La liste suivante fait état de la population recensée lors des deux derniers recensements canadiens effectués à Saint-Gérard-Majella.
- 1991 : 3 239
- 1996 : 4 207